# Rio Cloaşterf
O Rio Cloaşterf é um rio da Romênia, afluente do Scroafa, localizado no distrito de Mureş.